# Madame Bo-Peep
Pour plus de détails, voir Fiche technique et Distribution.
Madame Bo-Peep est un film muet américain réalisé par Chester Withey et sorti en 1917.

## Synopsis
Octavia, une fille issue de la bonne société, rejette son fiancé, Teddy Westlake, et à la place épouse le vieux colonel Beaupree, un riche éleveur. À la mort du colonel, Octavia découvre stupéfaite qu'il ne lui a laissé qu'un ranch. Lorsqu'elle se rend au Texas pour réclamer son héritage, elle découvre que Westlake est devenu le directeur du ranch. Octavia apprend que le ranch ne lui appartient pas mais Westlake ne lui dit rien car il l'aime toujours en secret. Plus tard, Jose Alvarez, un cruel surveillant, tente de profiter de la situation d'Octavia mais elle réalise que son véritable amour est Teddy. Ils discutent jusqu'à ce qu'il admette également ses sentiments pour elle.

## Fiche technique
- Titre : Madame Bo-Peep
- Réalisation : Chester Withey
- Scénario : O. Henry, Chester Withey
- Photographie : David Abel
- Montage :
- Producteur :
- Société de production : Fine Arts Film Company
- Société de distribution : Triangle Distributing
- Pays de production :  États-Unis
- Langue : film muet avec les intertitres en anglais
- Format : Noir et blanc — 35 mm — 1,33:1 — Muet
- Genre : Comédie, Western
- Durée :
- Date de sortie : 
  - États-Unis : 27 mai 1917

## Distribution
- Seena Owen : Octavia
- Allan Sears (en) : Teddy Westlake
- F.A. Turner : le colonel Beaupree
- James Harrison : Willie Cooper
- Sam De Grasse : Jose Alvarez
- Pauline Starke : Juanita
- Kate Bruce : tante Sophie
- Jennie Lee : la gouvernante